# کنوانسیون چهارم ژنو

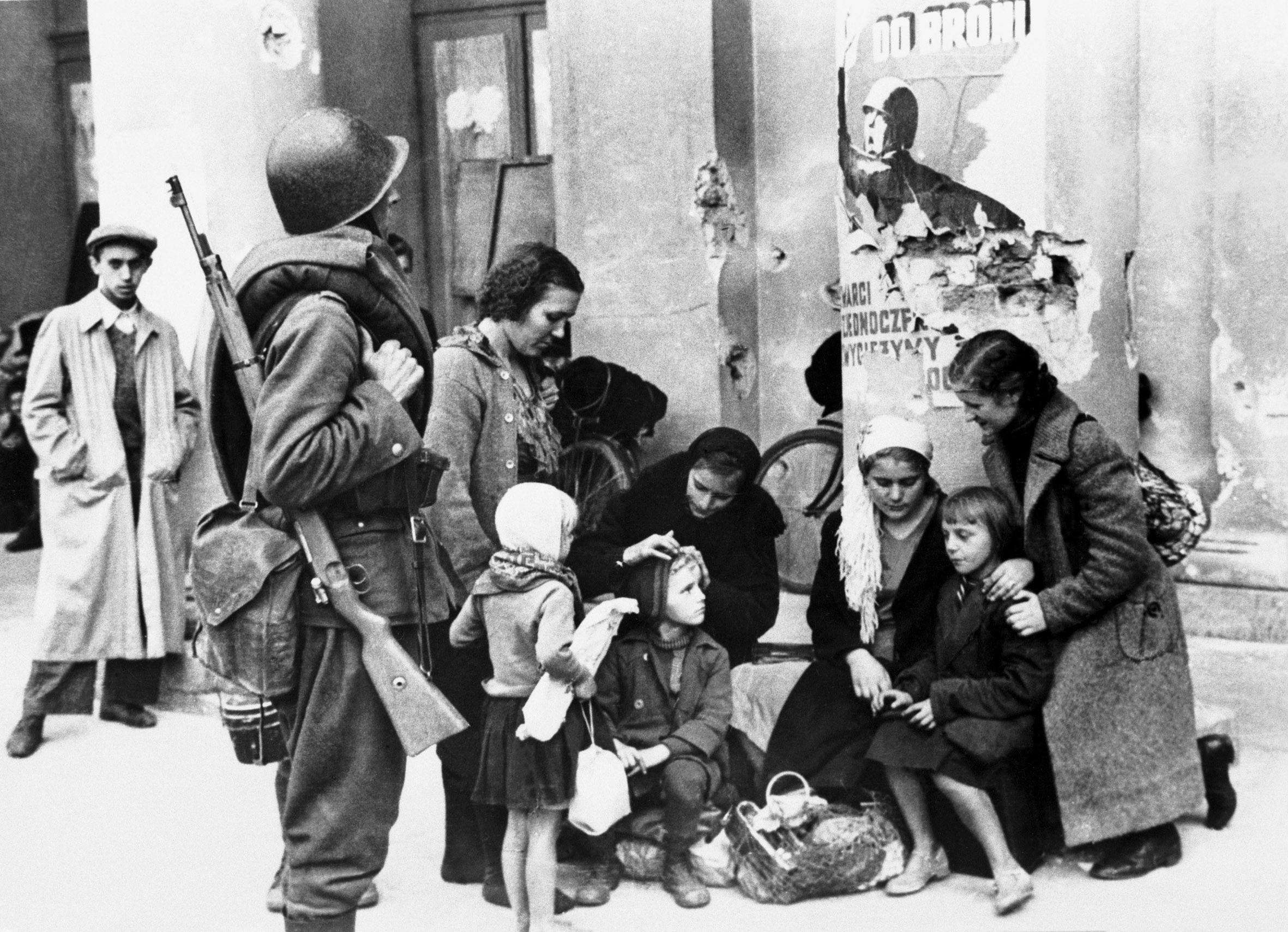
پناهجویان جنگی در کنار یک سرباز - ورشو، ۱۹۳۹.

کنوانسیون ژنو درخصوص حفاظت از اشخاص غیرنظامی در زمان جنگ یا کنوانسیون چهارم ژنو (به انگلیسی: Fourth Geneva Convention) یکی از کنوانسیون‌های چهارگانهٔ ژنو است. این کنوانسیون در اوت ۱۹۴۹ تصویب و در اکتبر ۱۹۵۰ لازم‌الاجرا شد. سه کنوانسیون ژنو که ابتدا تصویب شده بودند مربوط به رزمندگان جنگ بودند اما کنوانسیون چهارم اولین معاهده‌ای بود که به حفاظت بشردوستانه از غیرنظامیان در مناطق جنگی توجه می‌کرد. 
در حال حاضر ۱۹۶ کشور از جمله ایران، عضو کنوانسیون‌های چهارگانهٔ ژنو از جمله کنوانسیون چهارم هستند. «قانون اجازهٔ الحاق دولت ایران به قراردادهای معروف به قرارداد ژنو» در ۳۰ آذر ۱۳۳۴ به تصویب مجلس شورای ملی رسید.
در سال ۱۹۹۳، شورای امنیت سازمان ملل متحد گزارش دبیرکل سازمان ملل متحد و کمیسیونی از کارشناسان را به تصویب رساند که تایید می‌کرد کنوانسیون‌های ژنو وارد بدنهٔ حقوق بین‌الملل عرفی شده‌اند و بنابراین حتی کشورهایی که این کنوانسیون‌ها را امضا نکرده‌اند هم در جنگ مشمول و ملزم به رعایت مفاد آنها هستند.

## باب اول: مقررات عمومی

### ماده ۲- دامنهٔ شمول کنوانسیون

روند تغییر و تکمیل کنوانسیون‌های چهارگانه ژنو از ۱۸۶۴ تا ۱۹۴۹.

در ماده ۲ بیان می‌شود که کشورهای عضو موظفند مفاد کنوانسیون را در جنگ اعلان‌شده، در هرگونه مخاصمهٔ مسلحانه که رسماً جنگ اعلام نشده، و در زمان اشغال نظامی سرزمین کشور دیگر، رعایت کنند.
‌ماده ۲- علاوه بر مقرراتی که باید در زمان صلح به موقع اجرا گذاشته شود این قرارداد در صورت وقوع جنگ که رسماً اعلان شده باشد یا هر گونه نزاع‌ مسلحانه که بین دو یا چند دولت معظم متعاهد بروز کند اجرا خواهد شد ولو آن که یکی از آن دول مزبور وجود وضع جنگی را تصدیق نکند. ‌این قرارداد درباره هرگونه موارد اشغال تمام یا قسمتی از خاک یکی از دول معظمه متعاهد نیز معتبر است ولو آنکه اشغال مزبور با هیچ گونه مقاومت‌نظامی مواجه نشده باشد. ‌چنانچه یکی از دول داخل در جنگ عضو این قرارداد نباشد دولت‌های عضو معذالک در روابط متقابل خود تابع این قرارداد خواهند بود و اگر آن دولت‌ این قرارداد را قبول و مقررات آن را اجرا کند در مقابل او نیز ملزم به اجرای این قرارداد خواهند بود.

### ماده ۳- مخاصمه‌های بدون جنبهٔ بین‌المللی
در ماده ۳ بیان می‌شود که حتی در مخاصمات و درگیری‌های مسلحانه‌ای که جنبهٔ بین‌المللی ندارند، طرفین مخاصمه باید به حفاظت‌های حداقلی که برای حمایت از غیر رزمنده، اعضای نیروهای مسلح که سلاح بر زمین گذاشته‌اند، و رزمندگانی که به‌خاطر مجروحیت، اسارت یا هر دلیل دیگری دیگر در حال جنگ نیستند، پای‌بند باشند و باید با آنها «در همه احوال بدون هیچ‌گونه تبعیض نامساعد ناشی از نژاد، رنگ، مذهب، عقیده، جنسیت، اصل و نسب یا ثروت یا هر علت مشابه آن، با اصول انسانیت رفتار شود». در این ماده، اقدامات زیر ممنوع اعلام شده است:
‌اعمال ذیل در مورد اشخاص بالا در هر زمان و در هر مکان ممنوع است و خواهد بود: ‌الف - لطمه به حیات و تمامیت بدنی از جمله قتل به تمام اشکال آن، زخم‌زدن، رفتار بی‌رحمانه، شکنجه و آزار. ب - اخذ گروگان. ج - لطمه به حیثیت اشخاص از جمله تحقیر و تخفیف. ‌د- محکومیت و اعدام بدون حکم قبلی دادگاهی که به شکل صحیح تشکیل شده و جامع تضمین‌های قضائی که ملل متمدن ضروری می‌دانند باشد.

### ماده ۴- افراد تحت‌حمایت
در این ماده مشخص شده‌است که چه افرادی تحت‌حفاظت این کنوانسیون قرار می‌گیرند که تعریف بسیار مهمی است زیرا بخش زیادی از مواد کنوانسیون، تنها شامل حال این «افراد تحت‌حمایت» می‌شود:
‌ماده ۴- اشخاصی که در هر موقع و به هر شکل، در موقع جنگ یا اشغال به دست دولت داخل در جنگ یا دولت اشغال‌کننده غیر از دولت متبوع خود‌ می‌افتند، تحت حمایت این قراردادند. ‌اتباع دولتی که وابسته به این قرارداد نباشد، تحت حمایت این قرارداد نیستند. اتباع یک دولت بی‌طرف که در خاک یک دولتِ داخل در جنگ باشند و‌ اتباع یک دولتِ هم‌صف در جنگ، مادام که دولت متبوع آنان نمایندگی سیاسی عادی نزد دولت بازداشت‌کننده آنان دارد، مشمول حمایت این قرارداد‌ شمرده نخواهند شد.

### ماده ۵- افراد مظنون یا محکوم به فعالیت علیه امنیت دولت، خرابکاری و جاسوسی
‌ماده ۵- چنانچه یک دولت داخل در جنگ، دلایل جدی داشته باشد که شخصی که تحت حمایت این قرارداد است در خاک آن دولت انفراداً مورد‌سوء‌ظن قانونی است که به فعالیت‌های مضر به امنیت دولت دست می‌زند و یا در صورتی که مسلم شود که واقعاً به این نوع فعالیت مشغول است شخص‌ مزبور نمی‌تواند به حقوق و امتیازات حاصله از این قرارداد که در صورت اجرا دربارهٔ او ممکن است به امنیت دولت لطمه وارد آورد متشبث گردد. ‌چنانچه در خاک اشغال‌شده، شخصی که مورد حمایت این قرارداد است به عنوان جاسوس یا خرابکار یا به علت اینکه انفراداً مورد سوء‌ظن قانونی از‌ حیث اعمال فعالیت مضر به امنیت دولت اشغال‌کننده است دستگیر شود شخص مزبور را ممکن است در صورتی که امنیت نظامی قطعاً ایجاب کند از‌ حقوق ارتباط که به موجب این قرارداد پیش‌بینی شده است محروم ساخت. ‌معهذا در هر یک از این موارد، یا اشخاص موضوع بندهای سابق با انسانیت رفتار خواهد شد و از حق دادرسی عادلانه و منظم به نحوی که در این قرارداد‌ پیش‌بینی شده محروم نخواهند گردید. ‌به‌علاوه در نزدیک‌ترین تاریخ ممکن که امنیت مملکت یا امنیت دولت اشغال‌کننده برحسب مورد اجازه دهد، استفاده از کلیهٔ حقوق و مزایای اشخاص‌ موردحمایت را به مفهوم این قرارداد باز خواهند یافت.

## باب دوم: حمایت کلی در مقابل بعضی اثرات جنگ

### ماده ۱۳- منع هرگونه تبعیض در حفاظت
حفاظت‌های مندرج در باب دوم کنوانسیون، شامل حال تمامی مردمان کشورهای درگیر در جنگ می‌شود و هیچ تمایز و تبعیضی قابل‌قبول نیست.
‌ماده ۱۳- مقررات این ماده ناظر بر مجموع اهالی کشورهای داخل در جنگ است بدون هیچ تبعیض نامساعد از جمله از حیث نژاد و ملیت و مذهب و‌ عقیده سیاسی و منظور از آن تخفیف مصائبی است که در جنگ تولید می‌شود.

### ماده ۱۴- ایجاد نقاط امن
‌ماده ۱۴- دولت‌های متعاهد در زمان صلح و دولت‌های متخاصم پس از شروع جنگ می‌توانند در خاک خود و در صورت لزوم در اراضی اشغالی، نواحی و نقاط‌ بهداری و امنیت ایجاد کرده و تشکیلات آن را طوری بدهند که زخمداران و بیماران و معلولین و پیران و اطفال کمتر از ۱۵ سال و زنان‌ باردار و مادران اطفال‌ کمتر از ۷ سال را از اثرات جنگ پناه دهند... ‌از دولت‌های حامی و کمیتهٔ بین‌المللی صلیب سرخ دعوت می‌شود که برای تسهیل ایجاد و شناسائی نقاط و نواحی مزبور وساطت و کمک نمایند.

### ماده ۱۵- ایجاد منطقهٔ بی‌طرف
ماده ۱۵- هر دولت داخل در جنگ می‌تواند خواه مستقیماً خواه به توسط یک دولت بی‌طرف یا یک دستگاه نوع‌پروری، به طرف مقابل خود پیشنهاد‌ نماید در نواحی‌ای که جنگ در جریان است نواحی بی‌طرفی دایر گردد که اشخاص ذیل را بدون هیچگونه تفاوتی از مخاطرات جنگ پناه دهد: ‌الف - زخمداران و بیماران جنگجو یا غیرجنگجو. ب- اشخاص کشوری که در جنگ شرکت ندارند و در مدت اقامت خود در نواحی مرز به هیچ کاری که جنبهٔ نظامی داشته باشد اشتغال نمی‌ورزند.
‌به محض این که دولت‌های متخاصم نسبت به موقعیت جغرافیایی و طرز اداره و تهیهٔ خواربار و نظارت منطقهٔ بی‌طرف به منظور فوق توافق نمودند‌ موافقت‌نامه‌ای کتباً تنظیم و به امضای نمایندگان متخاصمین خواهد رسید. ‌در موافقت‌نامهٔ مزبور تاریخ شروع بی‌طرفی منطقه و مدت بی‌طرفی معین خواهد شد.

### ماده ۱۸- ممنوعیت حمله به بیمارستان‌های غیرنظامی
‌ماده ۱۸- بیمارستان‌های غیرنظامی که برای پرستاری زخمداران و بیماران و معلولین و زنان تازه‌زا تشکیل می‌شوند در هیچ موردی نباید طرف حمله قرار‌ گیرند بلکه در هر زمان باید توسط دول متخاصم محترم شمرده و حمایت شوند... ‌دولت‌های متخاصم تا حدی که مقتضیات نظامی اجازه دهد اقدامات لازم به عمل خواهند آورد که علائم مشخصهٔ بیمارستان‌های غیرنظامی برای نیروهای زمینی‌ و هوایی و دریایی دشمن به‌طور وضوح مرئی باشند تا امکان هرگونه حمله‌ای رفع شود. ‌نظر به خطراتی که ممکن است مجاورت با هدف‌های نظامی متوجه بیمارستان‌ها نماید اقتضا خواهد داشت مراقبت شود که بیمارستان‌ها حتی‌الامکان از‌ هدف‌های نظامی دور باشند.

### ماده  ۲۲- حفاظت از ناوهای هوایی مخصوص حمل مجروحان و بیماران
‌ماده ۲۲- ناوهای هوایی که منحصراً مخصوص حمل زخمداران و بیماران غیرنظامی و معلولین و زنان تازه‌زا یا مخصوص حمل کارکنان و لوازم بهداری‌ است مورد حمله قرار نخواهند گرفت. بالعکس در صورت پروار در ارتفاعات و ساعات و مسیرهایی که مخصوصاً با موافقت مشترک بین کلیه دولت‌های‌ متخاصم ذی‌نفع معین شده محترم شمرده خواهند شد... ‌پرواز از فراز اراضی دشمن یا اراضی تحت اشغال دشمن ممنوع است مگر آنکه خلاف آن قرار شده باشد. ‌ناوهای هوایی مزبور به هر فرمان فرود آمدن اطاعت خواهند کرد. در مواردی که ناوهای هوایی بدین طریق اجباراً فرود آید ناو مزبور و سرنشینان آن‌ می‌توانند پس از معاینه که احیاناً صورت گیرد پرواز خود را ادامه دهند.

### ماده ۲۴- حمایت از اطفال در جنگ
‌ماده ۲۴- دولت‌های متخاصم اقدامات لازم به عمل خواهند آورد که اطفال کمتر از ۱۵ سال که به علت جنگ یتیم یا از خانوادهٔ خود جدا شده‌اند به حال خود‌ رها نگردند و در هر صورت در نگاهداری و اجرای مذهب و آموزش آنان تسهیل شود و آموزش آنان در صورت امکان به اشخاصی سپرده خواهد شد که‌ دارای آیین آموزش واحد باشند. ‌دولت‌های متخاصم با پذیرایی این اطفال در کشور بی‌طرف در دورهٔ جنگ با موافقت دولت حامی (‌در صورتی که دولت حامی موجود باشد) و در صورتی که‌ دولت‌های مزبور تضمین داشته باشند که اصول مذکور در بند اول رعایت خواهد شد موافقت خواهند کرد. ‌به علاوه سعی خواهند کرد اقدامات لازم به عمل آورند که تشخیص هویت کلیهٔ اطفال کمتر از ۱۲ سال به وسایل حمل یک پلاک هویت یا به هر وسیلهٔ دیگری مقدور باشد.

### ماده ۲۵- حق مکاتبه با خانواده
‌ماده ۲۵- هر شخصی که در خاک یک دولت متخاصم یا در اراضی اشغالی آن دولت باشد خواهد توانست اخباری را که صرفاً جنبه خانوادگی داشته‌ باشد به اعضای خانواده خود در هرکجا که باشند بدهد یا از آنها دریافت نماید. این قبیل مکاتبات به‌سرعت و بدون هیچگونه تأخیر غیرموجه حمل‌ خواهد شد.

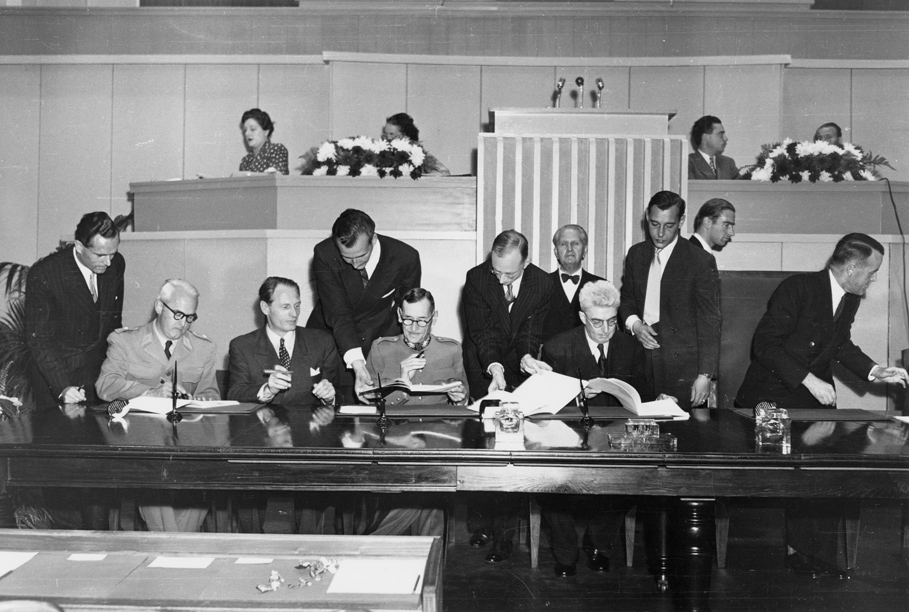
مراسم امضای کنوانسیون ژنو - ۱۹۴۹.

## باب سوم: وضع اشخاص تحت‌حمایت و رفتار با آنها

### ماده ۲۷- لزوم احترام به حقوق و شرافت افراد
‌ماده ۲۷- اشخاص موردحمایت در هر مورد ذیحق به احترام شخص خود و شرافت خود و حقوق خانوادگی خود و اعتقادات و اعمال مذهبی خود و‌ عادات و رسوم خود می‌باشند. در هر زمان با آنان به انسانیت رفتار خواهد شد و منجمله در مقابل همه‌گونه عمل خشونت‌آمیز یا تخویف و در مقابل‌ دشنام و کنجکاوی عامه حمایت خواهد گردید. ‌زنان مخصوصاً در مقابل هرگونه تخطی به شرافت از جمله تجاوز به عنف و اجبار به فحشا و هرگونه تجاوز به عفت حمایت خواهند شد. ‌دولت متخاصمی که اشخاص موردحمایت را در اختیار خود دارد با رعایت مقررات مربوط به وضع مزاج و سن و جنس آنان با همگی با توجهات‌ متساوی بدون هیچگونه تبعیض نامساعد از جمله از لحاظ نژاد یا مذهب یا عقاید سیاسی رفتار خواهد کرد. ‌معهذا دول متخاصم می‌توانند درباره اشخاص مورد حمایت اقدامات نظارت یا امنیتی را که به وسیله جنگ لازم باشد به عمل آورند.

### ماده ۲۹- مسئولیت دولت بابت اقدامات مأمورین
‌ماده ۲۹- دولت متخاصمی که اشخاص موردحمایت را در اختیار خود دارد مسئول رفتاری است که عمّال وی با آنان می‌کنند بی‌آنکه این موضوع از‌ مسئولیت انفرادی که ممکن است متوجه آن عمّال شود بکاهد.

### ماده ۳۲- ممنوعیت قتل و شکنجه و آزار جسمی افراد تحت‌حمایت
‌ماده ۳۲- دول معظمه متعاهد هرگونه اقدامی را که خواه موجب آلام جسمانی اشخاص مورد حمایت موجوده در اختیار ایشان و خواه موجب قتل‌ آنان گردد صریحاً بر خود ممنوع می‌سازند. ‌این ممنوعیت نه‌تنها ناظر بر قتل و شکنجه و صدمات جسمانی و بریدن اعضای اشخاص موردحمایت و آزمایش‌های پزشکی یا عملی است که برای‌ معالجه طبی آنان ضرورت نداشته باشد بلکه شامل هرگونه خشونت‌های دیگر که عامل آن اعم از مأمورین کشوری یا نظامی باشد نیر می‌باشد.

### ماده ۳۳ و ۳۴- ممنوعیت مجازات دسته‌جمعی، غارت، گروگان‌گیری
‌ماده ۳۳- هیچ شخص موردحمایت را نمی‌توان برای خلافی که شخصاً مرتکب نشده باشد تنبیه کرد. تنبیهات دسته‌جمعی و همچنین هرگونه عمل‌ تخویف یا تروریسم ممنوع است. ‌غارت ممنوع است.‌ اقدامات قصاصی دربارهٔ اشخاص موردحمایت و اموال آن ممنوع است.
‌ماده ۳۴- اخذ گروگان ممنوع است.

### ماده ۴۰- ممنوعیت کار اجباری
‌ماده ۴۰- اشخاص موردحمایت را نمی‌توان وادار به کار کرد مگر تا میزانی که دربارهٔ اتباع دولت متخاصم محل اقامت آنان معمول است. ‌در صورتی که اشخاص موردحمایت، تبعهٔ دشمن باشند نمی‌توان آنها را به کار واداشت مگر به کارهایی که معمولاً برای تأمین تغذیه و مسکن و پوشاک‌ و حمل‌ونقل و سلامت افراد بشر لازم بوده و به ادارهٔ عملیات جنگی مستقیماً ارتباط نداشته باشد. ‌در مورد مذکور در بندهای بالا اشخاص مورد حمایت که به کار واداشته می‌شوند از همان شرایط و همان اقدامات حفاظتی کارگران محل خصوصاً از‌ حیث مزد و مدت کار و وسایل کار و تعلیمات مقدماتی و جبران سوانح کار و بیماری‌های حرفه‌ای بهره‌مند خواهند شد. ‌در صورت نقض مقررات بالا، اشخاص موردحمایت مجاز خواهند بود که حق شکایت خود را بر طبق ماده ۳۰ اعمال نمایند.

### ماده ۴۹- ممنوعیت انتقال اجباری دسته‌جمعی یا انفرادی
‌ماده ۴۹- انتقال اجباری دسته‌جمعی یا انفرادی و نقل‌مکان اشخاص موردحمایت از اراضی اشغال‌شده به خاک دولت اشغال‌کننده یا به خاک هر‌ دولت دیگری اعم از اینکه اشغال شده یا نشده باشد به هر علتی ممنوع است. ‌معهذا دولت اشغال‌کننده می‌تواند در صورتی که امنیت اهالی یا موجبات عالیهٔ نظامی ایجاب کند به تخلیهٔ تمام یا قسمتی از یک ناحیهٔ اشغال‌شدهٔ معین‌ مبادرت کند. ‌تخلیهٔ نواحی نباید موجب نقل‌مکان اشخاص موردحمایت جز به داخل خاک اشغال‌شده گردد مگر در صورت عدم‌ امکان مادی. نفوسی که بدین‌طریق تخلیه می‌شوند به محض اینکه مخاصمات آن ناحیه پایان یافت به کانون خود عودت داده خواهند شد. ‌دولت اشغال‌کننده هنگام انتقالات یا تخلیه‌های مذکور باید به ترتیبی اقدام کند که اشخاص موردحمایت حتی‌الامکان در مؤسسات مناسب پذیرفته‌ شوند و نقل‌مکان آنها با شرایطی که از حیث سلامت و بهداشت و امنیت و تغذیه رضایت‌بخش باشد صورت گیرد و  اعضای یک خانواده از همدیگر‌ جدا نباشند. ‌انتقال‌ها و تخلیه‌های مزبور به محض وقوع به دولت حامی اطلاع داده خواهد شد دولت اشغال‌کننده نمی‌تواند اشخاص موردحمایت را در منطقه‌ای که‌ مخصوصاً در معرض مخاطرات جنگ است نگاه دارد مگر آنکه امنیت اهالی یا موجبات عالیهٔ نظامی این عمل را ایجاب کند. ‌دولت اشغال‌کننده نمی‌تواند به نقل‌مکان یا انتقال قسمتی از نفوس کشوری خود به اراضی که اشغال کرده است مبادرت نماید.

## پیوست‌های کنوانسیون
- ‌پیوست شماره ۱- ‌پیش‌نویس قرارداد مربوط به بیمارستان و مناطق و نقاط بهداری و امنیت
- ‌پیوست شماره ۲- ‌طرح آیین‌نامه کمک دسته‌جمعی به بازداشتی‌های غیرنظامی
- پیوست شماره ۳- نمونه کارت بازداشت، نامه و کارت نامه‌نگاری.